# Dimetiltriptamina
La N,N-dimetiltriptamina (DMT o N,N-DMT) es un compuesto químico de la familia de las triptaminas. Es biosintetizada naturalmente por plantas y animales. Su fórmula química es C12H16N2. La DMT provoca de un amplio espectro de efectos subjetivos en las funciones cerebrales humanas, incluida la percepción, el afecto y la cognición.
Se ha detectado su presencia en mamíferos como ratas, conejos y humanos. Es biosintetizada en el organismo de ratas a partir de las enzimas indoletilamina-N-metiltransferasa (INMT) y L-Aminoácido aromático descarboxilasa (AADC).
Como metabolito secundario se encuentra en plantas como Mimosa tenuiflora (jurema preta en Brasil), Diploterys cabrerana (chagropanga), Acacia acuminata y Psychotria viridis.(chacruna). Las raíces de la jurema y las hojas de la chacruna y chagropanga son utilizadas en la medicina tradicional sudamericana, especialmente en rituales de corte chamánico.
En las culturas occidentales, se suele extraer la DMT de Mimosa tenuiflora para ser fumada o inyectada por vía intravenosa con fines recreativos a partir de diferentes métodos. En muchos casos, especialmente en los mercados negros, la DMT en polvo suele contener impurezas y mostrar un color amarillo, naranja o marrón. Los usuarios de los extractos caseros no purificados de DMT podrían exponerse potencialmente a productos químicos con una toxicología o farmacología desconocidas.

## Química
La DMT suele manejarse como un fumarato, ya que otras sales ácidas de la DMT son extremadamente higroscópicas y no forman cristales con facilidad. Las sales de DMT son altamente solubles en agua, pero se descomponen con facilidad, y por lo tanto deben conservarse en un ambiente frío, sin contacto con el aire y fuera de la luz. Esto se debe, quizá, a su estructura de anillos, similares a los de la serotonina: llegan a descomponerse tal y como lo hacen otros neurotransmisores.[cita requerida]

### Biosíntesis
La dimetiltriptamina es un alcaloide indol derivado de la ruta del ácido shikímico. Su biosíntesis es relativamente simple; en las plantas, el aminoácido inicial en la síntesis es el L-triptófano, el cual se produce de manera endógena, mientras que en los animales este es un aminoácido esencial que proviene de la dieta. Sin embargo, sin importar su origen, la síntesis del L-triptófano comienza con su descarboxilación por una enzima descarboxilasa (paso 1). Al resultante triptófano descarboxilado, cuyo análogo químico es una triptamina, se le realiza una transmetilación (paso 2). Esto se realiza utilizando la enzima INMT, que actúa como catalizador para el cambio del grupo metilo del cofactor S-adenosil metionina (SAM). Esta reacción resulta en el producto intermedio de N-metiltriptamina (NMT). El NMT se transmetila a través del mismo proceso (paso 3), y esto da lugar a la molécula N,N-dimetiltriptamina (DMT). La transmetilación de las triptaminas es regulada por dos productos de la reacción: in vivo ha podido demostrarse que el SAH y el DMT son los inhibidores de la actividad INMT más potentes en los conejos.
Este mecanismo de transmetilación se ha comprobado en varias ocasiones, a través del marcado isotópico del grupo metilo del cofactor SAM con carbono-14.

## Mecanismos de acción

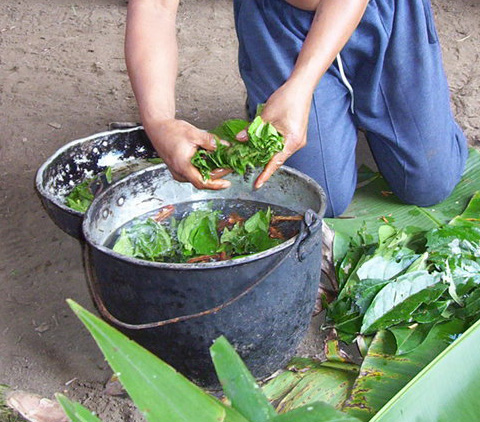
Preparación de la Aya

La DMT (N,N-dimetiltriptamina) es un alcaloide triptamínico de núcleo indólico presente en numerosas plantas y seres vivos. Su uso oral para consumo humano es posible gracias a la sinergia entre un IMAO (inhibidor de la monoaminooxidasa) y plantas con triptamina tales como la Mimosa hostilis o la Psychotria viridis. El brebaje conocido con el nombre de ayahuasca o yajé incluye Psychotria viridis en su preparación. La DMT se metaboliza muy rápidamente, y se inactiva por vía oral, debido a la monoamino oxidasa. El uso combinado de plantas como la Banisteriopsis caapi o Peganum harmala, que poseen beta-carbolinas, hace posible su ingestión y efectos.[cita requerida]
En la actualidad, se estudian las funciones que puede desempeñar endógenamente la DMT en el organismo humano, puesto que se encuentran rastros de esta molécula en la orina y en el cerebro de las personas. Algunos especulan que la DMT, producida en pequeñas cantidades por humanos y mamíferos, participa en los efectos visuales del sueño natural e incluso en las experiencias cercanas a la muerte y en otros estados místicos. James C. Callaway, del Departamento de Química Farmacéutica de la Universidad de Kuopio, Finlandia, sugirió en 1988 un mecanismo bioquímico para estos efectos: propuso que el DMT puede estar relacionado con el fenómeno del sueño visual, donde los niveles de DMT en el cerebro aumentan periódicamente para inducir alucinaciones oníricas visuales y posiblemente otros estados naturales de conciencia. Rick Strassman sugiere que puede estar relacionada con las experiencias cercanas a la muerte. Su síntesis podría darse en la glándula pineal. En su libro The Spirit Molecule, Strassman relaciona conceptos de la mística oriental como el chakra de la cabeza (sahasrara) o el "tercer ojo" (ajna) con esta parte del cerebro.
Los últimos estudios indican que la DMT tiene un rol fundamental en el sistema nervioso humano como regulador del receptor sigma-1. Algunas investigaciones relacionan los niveles altos en la orina de moléculas análogas como la bufotenina con enfermedades como el autismo y la esquizofrenia.
De forma recreativa, la DMT puede sintetizarse y fumarse en pipa, sin necesidad de un IMAO. Sus efectos duran entre 5 y 30 minutos y se caracterizan por una gran intensidad subjetiva además de vívidas y elaboradísimas alucinaciones que pueden incluir encuentros y comunicaciones no verbales con las denominadas entidades DMT, visualización de maquinaria y ciudades futuristas, y viajes a otras realidades y planos, entre otras posibles experiencias.

## Presentación y formas de consumo

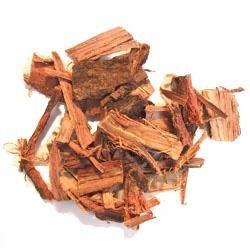
Corteza de la raíz de Mimosa tenuiflora, de la cual se extrae la DMT.

De forma oral, sin la toma de un IMAO, se trata de una molécula prácticamente inactiva. La DMT puede fumarse como base libre. En forma de sal, puede inyectarse o por vía inhalada. De este modo, existen dos rutas mayoritarias: la toma de un IMAO junto con la triptamina (vía oral) o la toma inhalada o inyectada, sin necesidad de un IMAO. No existe la tolerancia con la DMT; esto parece estar relacionado con su rol endógeno y su rápida metabolización. La dosificación varía entre los 5 mg y los 45 mg, si se inhala, y los 10 mg y 150 mg, si se consume por vía oral.

### Dosis letal media
La LD50 en ratas por vía intravenosa es de 32 mg/kg y por vía intraperitoneal es de 47 mg/kg.
La LD50 de la molécula son 110 mg/kg.[cita requerida]